# 神奈川県道77号平塚松田線
神奈川県道77号平塚松田線（かながわけんどう77ごうひらつかまつだせん）は、神奈川県平塚市南金目から足柄上郡松田町神山に至る県道（主要地方道）である。大磯丘陵を縫うためカーブの多い路線である。

## 概要
- 陸上距離：16.7km
- 起点：神奈川県平塚市南金目（神奈川県道62号平塚秦野線 、土屋橋三差路）
- 終点：神奈川県足柄上郡松田町神山（神奈川県道72号松田国府津線との交点）
- Google マップ

## 通過する自治体
- 神奈川県
  - 平塚市
  - 足柄上郡中井町
  - 足柄上郡大井町
  - 足柄上郡松田町

## 主な接続路線
- 神奈川県道62号平塚秦野線（土屋橋三差路）
- 神奈川県道71号秦野二宮線旧道（井ノ口交差点）
- 神奈川県道71号秦野二宮線（中井電話局前交差点）
- 神奈川県道709号中井羽根尾線 （中井町役場入口交差点）
- 神奈川県道708号秦野大井線（篠窪入口交差点）
- 神奈川県道710号神縄神山線（松田町神山）
- 神奈川県道72号松田国府津線（松田町神山）

## 橋梁・トンネル
- 土屋橋（金目川、平塚市南金目）
- 脇橋（座禅川）
- めがね橋梁（座禅川）
- 上中橋（葛川、中井町井ノ口）
- 井ノ口トンネル（中井町藤沢）
- 藤沢橋（藤沢川、中井町藤沢）
- 新中井トンネル（中井町境）
- 松本橋（岩倉川、中井町比奈窪）
- 富士見橋（中村川、中井町比奈窪）
- 馬橋（谷戸口沢）
- 鴨沢トンネル
- 横道橋
- 高尾橋
- 菅田橋
- 赤田土橋
- 柳橋

## 周辺
- 神奈川大学湘南ひらつかキャンパス
- 七国峠（標高182m、甲斐、駿河、伊豆、相模、安房、上総、武蔵の七国が見えるほどの眺望を持つことからこの名が付いた）
- グリーンテクなかい
- 中井町中央公園
- 中井町役場
- 第一生命保険株式会社 大井本社跡
- 東名高速道路大井松田IC

## その他
- 座禅川橋付近の交差点は従来、神奈川大学方面・遠藤原方面それぞれに向かうT字路が続いていたため、両者を統合して信号付き交差点にする工事が行われ[1]、平成26年3月29日より十字路となった[2]。新たな交差点名は「神奈川大学入口」である。